# Бендземысль
Бендземысль (пол. Będziemyśl) — остановочный пункт железной дороги (платформа) в селе Бендземысль в гмине Сендзишув-Малопольски, в Подкарпатском воеводстве Польши. Бывшая железнодорожная станция. Имеет 2 платформы и 2 пути.
Железнодорожная станция «Бендземысль» существовала в 1886—1892 годах. Сегодня на том же месте существует пассажирский остановочный пункт, установленный в 1942 году под названием «Ольхова» (Olchowa). Нынешнее название пункт носит с 1949 года.